# Équipe cycliste Spor Toto
L'équipe cycliste Spor Toto est une équipe cycliste turque, ayant le statut d'équipe continentale depuis sa création en 2020.

## Principales victoires

### Courses d'un jour
- Grand Prix Yahyalı : 2022 (Oleksandr Prevar)

### Courses par étapes
- Tour of Mevlana : 2021 (Anatoliy Budyak)

### Championnats nationaux
- Championnats de Turquie sur route : 4
  - Contre-la-montre : 2023 (Ahmet Örken)
  - Course en ligne espoirs : 2023 (Emir Uzun)
  - Contre-la-montre espoirs : 2020 (Oğuzhan Tiryaki) et 2023 (Doğukan Arikan)

## Classements UCI
L'équipe participe aux épreuves des circuits continentaux et en particulier de l'UCI Europe Tour. Les tableaux ci-dessous présentent les classements de l'équipe sur les différents circuits, ainsi que son meilleur coureur au classement individuel.
UCI Europe Tour
| UCI Europe Tour | UCI Europe Tour        | UCI Europe Tour                           | UCI Europe Tour |
| Année           | Classement par équipes | Meilleur coureur au classement individuel |                 |
| --------------- | ---------------------- | ----------------------------------------- | --------------- |
| 2020            | 52e                    | Mamyr Stash (337e)                        |                 |
| 2021            | 40e                    | Anatoliy Budyak (213e)                    |                 |
| 2022            | 44e                    | Geórgios Boúglas (354e)                   |                 |
| 2023            | 32e                    | -                                         |                 |
|                 |                        |                                           |                 |
| Source : UCI    |                        |                                           |                 |

L'équipe est également classée au Classement mondial UCI qui prend en compte toutes les épreuves UCI et concerne toutes les équipes UCI.
| Classement mondial | Classement mondial     | Classement mondial                        | Classement mondial |
| Année              | Classement par équipes | Meilleur coureur au classement individuel |                    |
| ------------------ | ---------------------- | ----------------------------------------- | ------------------ |
| 2020               | 83e                    | Mamyr Stash (413e)                        |                    |
| 2021               | 66e                    | Anatoliy Budyak (250e)                    |                    |
| 2022               | 77e                    | Geórgios Boúglas (446e)                   |                    |
| 2023               | 64e                    | Ahmet Örken (362e)                        |                    |
| 2024               | 84e                    | Serdar Anıl Depe (745e)                   |                    |
|                    |                        |                                           |                    |
| Source : UCI       |                        |                                           |                    |

## Spor Toto Cycling Team en 2025
Effectif
| Effectif 2025            | Effectif 2025     | Effectif 2025 | Effectif 2025                          |
| Cycliste                 | Date de naissance | Pays          | Équipe précédente                      |
| ------------------------ | ----------------- | ------------- | -------------------------------------- |
| Doğukan Arıkan           | 5 septembre 2001  | Turquie       |                                        |
| Mustafa Ayyorkun         | 7 janvier 2004    | Turquie       |                                        |
| Serdar Anıl Depe         | 20 février 1998   | Turquie       | Sakarya BB Pro Team (2022)             |
| Ferhat Emisci            | 25 octobre 2004   | Turquie       |                                        |
| Mustafa Said Erdemli     | 27 mars 2005      | Turquie       |                                        |
| Ahmet Örken              | 12 mars 1993      | Turquie       | Wildlife Generation Pro Cycling (2022) |
| Kaan Ozkalbim            | 12 octobre 2002   | Turquie       |                                        |
| Feritcan Şamlı           | 29 janvier 1994   | Turquie       | Salcano Sakarya BB Team (2019)         |
| Hamdi İbrahim Şekerci    | 26 mai 2006       | Turquie       |                                        |
| Mustafa Tekin            | 6 janvier 2003    | Turquie       |                                        |
| Tahir Yiğit              | 30 septembre 2001 | Turquie       |                                        |
|                          |                   |               |                                        |
| Source : ProCyclingStats |                   |               |                                        |

Victoires
| Victoires | Victoires | Victoires | Victoires | Victoires | Victoires |
| Date      | Course    | Pays      | Classe    | Vainqueur |           |
| --------- | --------- | --------- | --------- | --------- | --------- |